# 심야의 화랑
심야의 화랑(Night Gallery)은 미국에서 제작된 스티븐 스필버그 감독의 텔레비전용 1969년 영화이다. 조안 크로포드 등이 주연으로 출연하였고 윌리엄 새케임 등이 제작에 참여하였다. NBC를 통해 1969년 11월 8일 초연되었다.

## 출연

### 주연
- 조안 크로포드
- 오시 데이비스

### 조연
- 리처드 킬리
- 로디 맥도웰
- 베리 설리반
- 톰 보슬리
- 샘 자페
- 조지 매크리디
- 노마 크레인
- 베리 엣워터
- 조지 머덕
- 바이런 모로우
- 게리 굿로우
- 섀넌 파논
- 리처드 헤일

## 제작진
- 협력프로듀서: 존 바담
- 의상: 버튼 밀러